# پروشچ (شهرستان توخولا)
پروشچ (لهستانی: Pruszcz) روستایی در منطقه اداری گمینا گوستتسن در شهرستان توخولا واقع در استان کویافسکو-پومورسکی در شمال لهستان است. این روستا در ۵ کیلومتری جنوب گوستتسن، ۱۷ کیلومتری جنوب توخولا و ۳۹ کیلومتری شمال بیدگوشچ واقع شده‌است.

## تاریخچه
هنگام تهاجم آلمان به لهستان در سال ۱۹۳۹ میلادی در ۱ اکتبر لشکر سوم زرهی (ورماخت) که جزوی از سپاه ۱۹ (ورماخت) زیر فرماندهی هاینتس گودریان بود با هدف تصرف پل روی رود بردا به این روستا نزدیک شد. در ساعت ۰۹:۱۵ صبح نیروهای پیشرو آلمان با لشکر ۹ پیاده‌نظام (لهستان) در نزدیکی روستا درگیر شدند. در دو ساعت نبرد سنگینی که میان نیروهای طرفین درگرفت لهستانی‌ها توانستند یک عدد زره‌پوش پنزر ۴ آلمانی را با توپ ۳۷ میلی‌متری ضدتانک بوفورس نابود کنند اما خود نیز متحمل تلفاتی ۲۲ نفری شدند. این درگیری زمان لازم را برای لهستانی‌ها فراهم کرد تا بتوانند قسمتی از پل روی رود را بسوزانند و پیشروی آلمانی‌ها را عقب بیندازند.